# Grekiska alfabetet
Det grekiska alfabetet utvecklades omkring 800-talet f.Kr. och används för att i skrift uttrycka det grekiska språket. Dess bokstäver användes ursprungligen också för att beteckna siffror och tal, och de har med tiden även kommit att användas för en rad andra syften: som matematiska symboler, namn på stjärnor och så vidare. Det grekiska alfabetet är ursprunget till de latinska och kyrilliska alfabeten.
Det är oomtvistat att det grekiska alfabetet har utvecklats ur någon äldre form av semitiskt skriftsystem, troligtvis det feniciska alfabetet, som enligt traditionen skulle förmedlats till grekerna via kontakter med feniciska handelsmän. Källor som Coulmas (1989: 142), Naveh (1979:55) och Nationalencyklopedin (1992: Band 8,40) nämner bara det feniciska alfabetet som ursprung, men andra teorier finns också, bland annat anger Sass (94) proto-kanaanitiska (till exempel ugaritiska alfabetet). Ytterligare ursprung har också föreslagits, såsom Egypten, Assyrien och Minoiska Kreta eller rent av möjligheten att flera olika språkfamiljer varit inblandade samtidigt, enligt polygenesteorin.
Innan det grekiska alfabetet skapades, användes andra skriftsystem för att skriva grekiska. Från 1200-talet f.Kr. finns grekiska texter skrivna med stavelseskriften Linear B bevarade, och liknande system användes på Cypern ända fram till cirka 200 f.Kr.

## Alfabetet
De grekiska bokstäverna och deras ursprung enligt nedan (uttal i enlighet med IPA):
| Bokstav | Namn               | Namn      | Namn     | Namn       | Namn      | Uttal     | Uttal     | Uttal                                                | Siffervärde | Motsvarande fenicisk bokstav |
| Bokstav | Traditionellt namn | Grekiska  | Grekiska | Uttal      | Uttal     | Uttal     | Uttal     | Uttal                                                | Siffervärde | Motsvarande fenicisk bokstav |
| Bokstav | Traditionellt namn | klassiskt | modernt  | klassiskt  | modernt   | äldre     | klassiskt | modernt                                              | Siffervärde | Motsvarande fenicisk bokstav |
| ------- | ------------------ | --------- | -------- | ---------- | --------- | --------- | --------- | ---------------------------------------------------- | ----------- | ---------------------------- |
| Α α     | Alfa               | ἄλφα      | άλφα     | [alfa]     | [alfa]    |           | [a] [aː]  | [a]                                                  | 1           | (𐤀, ʼāleph)                  |
| Β β     | Beta               | βῆτα      | βήτα     | [bɛːta]    | [vita]    |           | [b]       | [v]                                                  | 2           | (𐤁, bēth)                    |
| Γ γ     | Gamma              | γάμμα     | γάμμα    | [gamːa]    | [ɣama]    |           | [g]       | [ʝ] (som svenskans j) före [e] eller [i]; annars [ɣ] | 3           | (𐤂, gīmel)                   |
| Δ δ     | Delta              | δέλτα     | δέλτα    | [delta]    | [ðelta]   |           | [d]       | [ð]                                                  | 4           | (𐤃, dāleth)                  |
| Ε ε     | Epsilon            | ἒ ψιλόν   | έψιλον   | [epsilon]  | [epsilon] |           | [e]       | [e]                                                  | 5           | (𐤄, hē)                      |
| Ζ ζ     | Zeta               | ζῆτα      | ζήτα     | [dzɛːta]   | [zita]    |           | [dz]      | [z]                                                  | 7           | (𐤆, zayin)                   |
| Η η     | Eta                | ἦτα       | ήτα      | [ɛːta]     | [ita]     | [ɛː] [h]  | [ɛː]      | [i]                                                  | 8           | (𐤇, ḥēth)                    |
| Θ θ     | Theta              | θῆτα      | θήτα     | [θɛːta]    | [θita]    | [tʰ]      | [θ]       | [θ]                                                  | 9           | (𐤈, ṭēth)                    |
| Ι ι     | Jota               | ἰῶτα      | ιώτα     | [iɔːta]    | [jota]    |           | [i] [iː]  | [i] [j]                                              | 10          | (𐤉, yōdh)                    |
| Κ κ     | Kappa              | κάππα     | κάππα    | [kapːa]    | [kapa]    |           | [k]       | [k]                                                  | 20          | (𐤊, kaph)                    |
| Λ λ     | Lambda             | λάμβδα    | λάμδα    | [lambda]   | [lamda]   |           | [l]       | [l]                                                  | 30          | (𐤋, lāmedh)                  |
| Μ μ     | My                 | μῦ        | μι       | [myː]      | [mi]      |           | [m]       | [m]                                                  | 40          | (𐤌, mēm)                     |
| Ν ν     | Ny                 | νῦ        | νι       | [nyː]      | [ni]      |           | [n]       | [n]                                                  | 50          | (𐤍, nun)                     |
| Ξ ξ     | Xi                 | ξῖ        | ξι       | [ksiː]     | [ksi]     |           | [ks]      | [ks]                                                 | 60          | (𐤎, sāmekh)                  |
| Ο ο     | Omikron            | ὄ μικρόν  | όμικρον  | [omikron]  | [omikron] |           | [o]       | [o]                                                  | 70          | (𐤏, ʼayin)                   |
| Π π     | Pi                 | πῖ        | πι       | [piː]      | [pi]      |           | [p]       | [p]                                                  | 80          | (𐤐, pē)                      |
| Ρ ρ     | Rho                | ῥῶ        | ρω       | [rʰɔː]     | [ro]      |           | [r]       | [r]                                                  | 100         | (𐤓, rēš)                     |
| Σ σ     | Sigma              | σῖγμα     | σίγμα    | [siːgma]   | [sigma]   |           | [s]       | [s]                                                  | 200         | (𐤔, šin)                     |
| ς       | (avslutande sigma) | σῖγμα     | σίγμα    | [siːgma]   | [sigma]   |           | [s]       | [s]                                                  | 200         | (𐤔, šin)                     |
| Τ τ     | Tau                | ταῦ       | ταυ      | [tau]      | [taf]     |           | [t]       | [t]                                                  | 300         | (𐤕, tāw)                     |
| Υ υ     | Ypsilon            | ὖ ψιλόν   | ύψιλον   | [yːpsilon] | [ipsilon] | [u]       | [y] [yː]  | [i]                                                  | 400         | (𐤅, wāw)                     |
| Φ φ     | Fi                 | φῖ        | φι       | [fiː]      | [fi]      | [pʰ]      | [f]       | [f]                                                  | 500         |                              |
| Χ χ     | Chi                | χῖ        | χι       | [kʰeː]     | [çi]      | [kʰ] [ks] | [kʰ]      | [ç]                                                  | 600         |                              |
| Ψ ψ     | Psi                | ψῖ        | ψι       | [psiː]     | [psi]     |           | [ps]      | [ps]                                                 | 700         |                              |
| Ω ω     | Omega              | ὦ μέγα    | ωμέγα    | [ɔːmega]   | [omeɣa]   |           | [ɔː]      | [o]                                                  | 800         |                              |

### Bokstäver som inte längre används
Digamma, heta, san, koppa och sampi försvann tidigt ur alfabetet, före den tid som nu kallas "den klassiska". Eftersom grekiska minuskler är ett senare påfund finns inga riktiga samtida minuskelvarianter för dessa bokstäver utan de användes bara som siffersymboler. En speciell ligatur liknande digamma, kallad stigma, användes på detta sätt.
| Bokstav                      | Namn               | Namn          | Namn      | Namn      | Uttal     | Uttal     | Uttal   | Siffervärde | Motsvarande fenicisk bokstav |
| Bokstav                      | Traditionellt namn | Grekiska      | Uttal     | Uttal     | Uttal     | Uttal     | Uttal   | Siffervärde | Motsvarande fenicisk bokstav |
| Bokstav                      | Traditionellt namn | Grekiska      | klassiskt | modernt   | äldre     | klassiskt | modernt | Siffervärde | Motsvarande fenicisk bokstav |
| ---------------------------- | ------------------ | ------------- | --------- | --------- | --------- | --------- | ------- | ----------- | ---------------------------- |
| Extra tecken i äldre alfabet |                    |               |           |           |           |           |         |             |                              |
| Ϝ ϝ                          | Digamma (Wau)      | δίγαμμα / βαῦ | [wau]     | [digamːa] | [w]       |           |         |             | (𐤅, wāw)                     |
| Ͱ ͱ                          | Heta               | ἧτα           | [heːta]   |           | [h]       |           |         | (𐤇, ḥēth)   |                              |
| Ϻ ϻ                          | San                | σάν           | [san]     | [san]     | [s]       |           |         | (𐤑, ṣādē)   |                              |
| Numeriska tecken             |                    |               |           |           |           |           |         |             |                              |
| Ϛ ϛ                          | Stigma             | στίγμα        |           | [stigma]  |           |           | [st]    | 6           |                              |
| Ϟ ϟ                          | Koppa              | κόππα         | [kopːa]   | [kopa]    | [k]       |           |         | 90          | (𐤒, qōph)                    |
| Ϡ ϡ                          | Sampi              | σαμπῖ         |           | [sampi]   | [sː] [ks] |           |         | 900         |                              |
| Extra tecken i andra språk   |                    |               |           |           |           |           |         |             |                              |
| Ϳ ϳ                          | Jot                | —             |           |           | [j]       |           |         |             |                              |
| Ϸ ϸ                          | Sjo                | —             |           |           | [ʃ]       |           |         |             |                              |

## Bokstavskombinationer och diftonger
| Bokstäver | Uttal     | Uttal     | Uttal                                          |
| Bokstäver | äldre     | klassiskt | modernt                                        |
| --------- | --------- | --------- | ---------------------------------------------- |
| αι        |           | [aɪ]      | [ɛ]                                            |
| ει        | [eɪ] [eː] | [eɪ]      | [i]                                            |
| οι        |           | [oɪ]      | [i]                                            |
| υι        |           | [yɪ]      | [i]                                            |
| αυ        |           | [aʊ]      | [av] före tonande ljud; [af] före tonlösa ljud |
| ευ        |           | [eʊ]      | [ev] före tonande ljud; [ef] före tonlösa ljud |
| ηυ        |           | [ɛːʊ]     | [iv] före tonande ljud; [if] före tonlösa ljud |
| ου        | [oʊ] [oː] | [uː]      | [u]                                            |
| γγ (1)    |           | [ŋg]      | [ŋɣ]                                           |
| γκ (1)    |           | [ŋk]      | [ŋk]                                           |
| γχ (1)    |           | [ŋx]      | [ŋç]                                           |
| μπ        | -         | -         | [b] i början av ett ord; [mb] i övrigt         |
| ντ        | -         | -         | [d] i början av ett ord; [nd] i övrigt         |

(1): En del forskare betraktar angma som ett fonem i sig.

## Transkribering

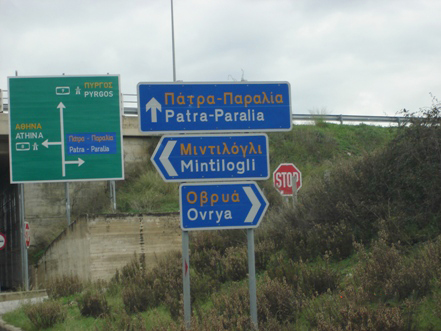
Grekiska vägskyltar. I Grekland används både grekiska alfabetet och latinska alfabetet på vägskyltar. Texten är gul för grekiska bokstäver och vit för latinska.

Denna tabell visar uttalsangivelse och transkription för modern grekiska 
| Grekisk bokstav | Namn             | Transkription                                                      |
| --------------- | ---------------- | ------------------------------------------------------------------ |
| α               | alfa             | a                                                                  |
| β               | vita             | v                                                                  |
| γ               | γama             | gh (frikativt g framför hård vokal), j (j-ljud framför mjuk vokal) |
| δ               | ðelta            | dh (tonande läspljud)                                              |
| ε               | epsilon (kort e) | e                                                                  |
| ζ               | zita             | z                                                                  |
| η               | ita              | i                                                                  |
| θ               | þita             | th (tonlöst läspljud)                                              |
| ι               | iota             | i                                                                  |
| κ               | kapa             | k                                                                  |
| λ               | lamda            | l                                                                  |
| μ               | mi               | m                                                                  |
| ν               | ni               | n                                                                  |
| ξ               | xi               | x                                                                  |
| ο               | omikron (kort å) | o                                                                  |
| π               | pi               | p                                                                  |
| ρ               | ro               | r                                                                  |
| σ               | sigma            | s                                                                  |
| τ               | taf              | t                                                                  |
| υ               | ipsilon (kort i) | i                                                                  |
| φ               | fi               | f                                                                  |
| χ               | chi              | ch                                                                 |
| ψ               | psi              | ps                                                                 |
| ω               | omega (långt å)  | o                                                                  |

Denna tabell visar hur bokstavskombinationer skrivs om till latinska tecken.
| Grekisk bokstav | för klassisk text | för modern text |
| --------------- | ----------------- | --------------- |
| αι              | e                 | e               |
| αυ              | au                | av, af          |
| ει              | i                 | ei              |
| ευ              | eu                | ev, ef          |
| ηυ              | eu                | iv, if          |
| οι              | oe, e             | oi              |
| ου              | u                 | ou              |
| υι              | ui                | yi              |
| γγ              | ng                | ng              |
| γξ              | nx                | nx              |
| γκ              | nk                | gk              |
| γχ              | nch               | nch             |
| μπ              | mp                | b, mp           |
| ντ              | nt                | nt              |

Ortnamn brukar transkriberas efter klassisk transkription, i varje fall om de funnits sedan lång tid, till exempel Πειραιεύς → Pireus (nygrekiska Πειραιάς→Pireás).

## Historisk utveckling

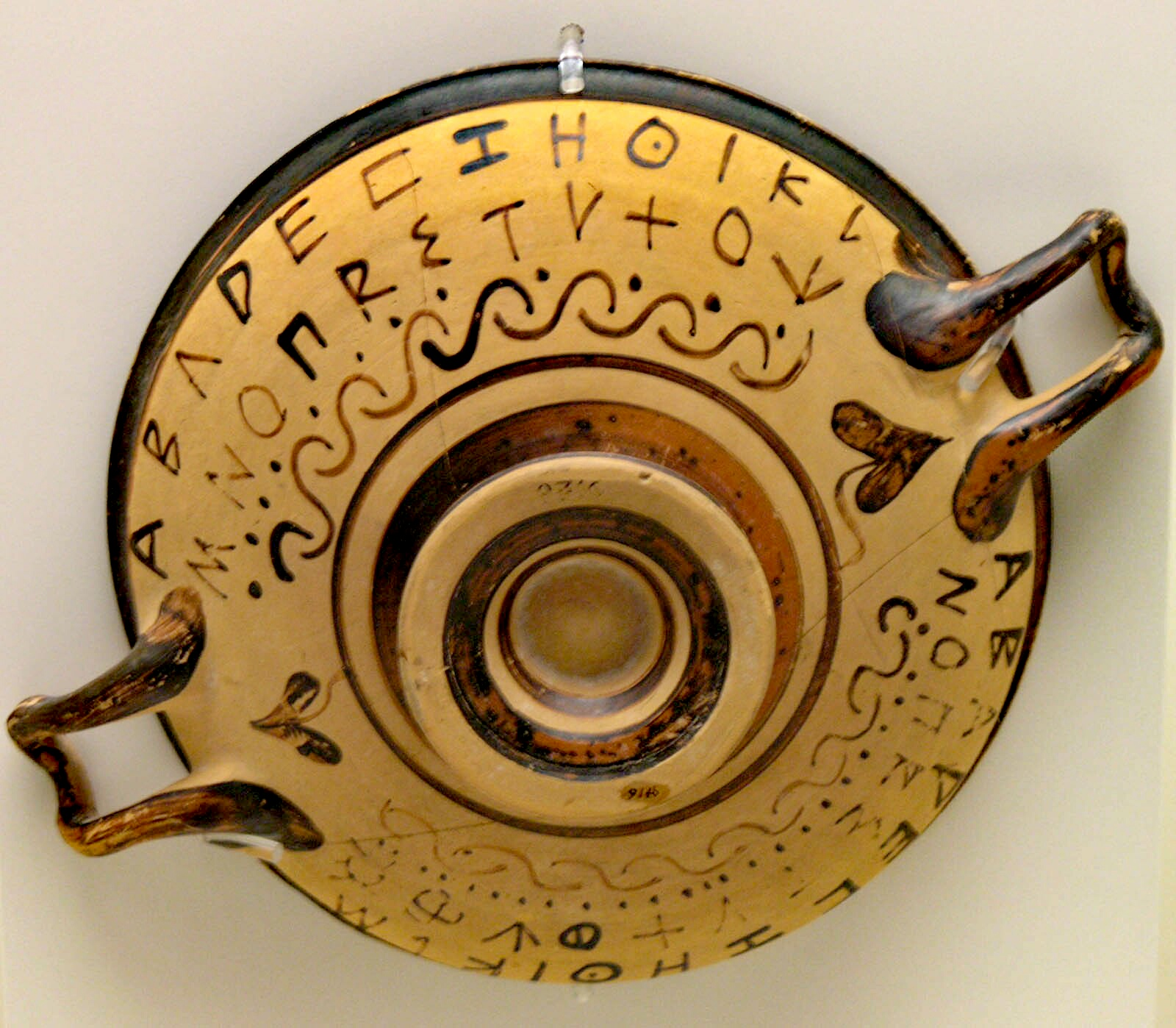
Grekiska alfabetet på keramik, Arkeologiska nationalmuseet i Aten

Den viktigaste innovationen jämfört med dess föregångare, det feniciska alfabetet, var införandet av separata tecken för vokaler. Utan dessa skulle den grekiska skriften, till skillnad från feniciskan, bli praktiskt taget oförståelig, och de moderna arvtagarna av det grekiska skriftsystemet har bevarat detta. (Exempel på alfabet med vokaler som inte härstammar från det grekiska är Gamla turkiska alfabetet, Etiopiska alfabetet, Indiska alfabet och Gamla ungerska alfabetet). De första vokalerna var Alfa, Epsilon, Jota, Omikron och Ypsilon. Glid- och andningsmarkeringar, som i stort sett var överflödiga i grekiskan, modifierades, och i östgrekiska fick Eta också betydelsen av långt e-ljud. Slutligen infördes Omega för långt O-ljud.
Tre nya konsonanter - Phi, Chi och Psi, som lades till i slutet av alfabetet allt eftersom de togs i bruk, introducerades också. De behövdes huvudsakligen för aspirerande konsonanter som saknades i feniciskan. I västgrekiska kom Chi att få ljudvärdet /ks/ (och blev senare ursprunget till den latinska bokstaven X, snarare än Xi) och Psi ljudvärdet /kʰ/. Under senantiken och medeltiden försvann de aspirerade ljudvärdena och de aspirerade tonlösa klusilerna övergick i tonlösa frikativer. Därför står idag Theta, Phi och Chi för respektive /θ/, /f/ och /x/. De tre bokstävernas ursprung är omdiskuterat: Enligt Miller (53) kommer en Psi-liknande form (Ψ) av kappa från proto-kanaanitiska. Kappa stod troligtvis för /k/ såväl som /kʰ/ i tidig grekisk ortografi och senare återinfördes den K-liknande kap från feniciskan för att kunna skilja på /k/ och /kʰ/. Idag står Psi (Ψ) för /ps/, medan Chi (Χ) står för /x/ som utvecklats från den ursprungliga aspirerande velara klusilen. Ypsilon återinfördes också från feniciskan och har samma ursprung som Digamma (upphovet till vårt F). Vissa källor anser dock att Ψ är en ren grekisk innovation utan semitisk föregångare. Jensen (426) kopplar å andra sidan Psi till Ypsilon och Koppa/Phi och Safateniska tecken (Jensen 463).
Andra bokstäver med omdiskuterat ursprung är Koppa, Φ (Phi), Χ (Chi) och Sampi. Bernal (116) och Brixhe (336) antar att Koppa ursprungligen stod för /kʷ, kʷʰ, gʷ/. Dessa fonem förändrades sen mot /p, pʰ, b/ och Koppa blev snart överflödigt. Medan Pi användes för både det aspirerade och oaspirerade fonemet kom Koppa att symbolisera det aspirerade ljudet. (Denna teori är mycket kontroversiell, men det finns paralleller till denna process: Det moderna ljudvärdet för kastilianskt /z/ förklaras genom en fonetisk förändring från /dz/ över /ts/ till /θ/).
Vissa språkvetare menar att Phi är en ren grekisk uppfinning, medan Sampson (102) hävdar att den härstammar från Θ (Theta) och Swiggers (265) antar att bokstaven har Cypro-Minoiskt ursprung.
Bernal (117) hävdar att Chi har ett sydsemitiskt ursprung; andra att den kan härledas ur Ξ (Xi) (Jensen 462).
Namnet sampi kom till på medeltiden, troligtvis från grekiska ὁ σάν πι ((ô) sán pi, 'som pi') (Jensen 462). Det är möjligtvis en nyare form av den semitiska bokstaven san som också finns i etruskiskan. I Jonisk grekiska stod Sampi för /ts/ (Jensen). Gercke ser Xi som en föregångare till Sampi. Bokstaven användes som alternativ till Sigma men vid klassisk tid hade den senare helt tagit över och Sampi försvann ur alfabetet.
Bokstäverna Wau (senare kallad Digamma) och Koppa försvann också. Den förra behövdes bara i de västliga dialekterna (där de via det etruskiska alfabetet gav upphov till dagens latinska F och Q) och den senare knappast alls. De levde emellertid kvar i det joniska talbeteckningssystemet där de olika bokstäverna representerade specifika talvärden. San återinfördes också senare och stod för värdet 900. Tusentalsvärden uttrycktes genom en markering uppe till vänster om bokstaven ('A för 1000, 'B för 2000 etc). 
Ursprungligen fanns det flera varianter av det grekiska alfabetet, där de mest betydande var västgrekisk (chalkidisk) och östgrekisk (jonisk) grekiska. Den förra gav upphov till det etruskiska alfabetet och sedermera det latinska alfabetet. Aten antog den joniska skriften som standard år 403 f.Kr. och snart därefter försvann de andra varianterna. De grekiska tecknen kom sedermera att alltid skrivas från vänster till höger, men ursprungligen var skrivsättet från höger till vänster (med asymmetriska tecken spegelvända) och därefter varierande - eller oftast alternerande fram och tillbaka, så kallad bustrofedon.
Under medeltiden genomgick den grekiska skriften liknande förändringar som det romerska alfabetet: medan de gamla formerna behölls som en monumental skrift, kom "små bokstäver", via uncialskrift och slutligen minuskelskrift, att ta över. Bokstaven σ (sigma), som skrevs som ς i slutet av ord, användes parallellt med modernare 'långa' och 'korta' s. Aristofanes från Byzantion införde också accentering av de grekiska bokstäverna för att underlätta uttalet.
Grekerna var de första som generaliserade den alfabetiska användningen av vokaltecken. Huruvida detta gjordes medvetet är omtvistat, och det är oklart om de över huvud taget gjorde samma distinktion mellan vokaler och konsonanter som vi gör idag. Flerspråkighet i samband med täta handelskontakter mellan olika folkgrupper har ¤ som en faktor för utvecklingen av alfabetiska skriftsystem. Antagandet av det grekiska alfabetet är antagligen inte en enskild, isolerad händelse utan resultatet av en flerskiktad process, baserad på många semitiska skriftsystem.